# King’s College (Budo)
Das King’s College ist eine weiterführende Schule in Budo im Distrikt Wakiso in der Nähe von Kampala in Uganda. Sie unterrichtet Schüler im Alter von 13 bis 19 Jahren und ist die renommierteste Schule des ostafrikanischen Landes. Unterrichtssprache ist Englisch. Luganda, die Landessprache des Landesteils Buganda in Uganda, wird als Zusatzfach unterrichtet. Das Motto der Schule lautet „Gakyali Mabaga“ (Luganda für Dies ist erst der Anfang).

## Geschichte
Das King’s College wurde am 29. März 1906 von Henry Walter Weatherhead, einem anglikanischen Priester der Church Missionary Society (CMS), zunächst als King’s High School gegründet. Mit finanzieller Unterstützung durch das Bistum Namirembe von Bischof Alfred Tucker konnte Weatherhead zunächst 21 ugandische Jungen unterrichten. Zeitgleich wurde mit der Gayaza High School eine korrespondierende Schule für Mädchen eingerichtet. Die Schule wurde auf dem Budo-Hügel errichtet, dem traditionellen Krönungsort der Kabakas von Buganda. Bugandas Premierminister Apolo Kagwa lobte damals ein Fahrrad für den besten Absolventen der Schule aus.
Während zunächst nur Sprösslinge der bugandischen Aristokratie ausgebildet wurden, öffnete sich die Schule schon bald auch für einfache Bürger. 1922 erfolgte die Umbenennung von King’s High School in King’s College. Erstmals wurden 1933 auch sechs Mädchen unterrichtet, womit Budo zu den ersten koedukativen Schulen Ugandas gehörte.
Heute beträgt die Schülerzahl etwa 1200; diese werden von etwa 70 Lehrkräften unterrichtet.
Es besteht eine Partnerschaft mit der Augartenschule in Wien.

## Bedeutende Lehrer
- Gordon McGregor, britischer Wissenschaftler.

## Bedeutende Schulabgänger
- Benjamin Joses Odoki (* 1943), Richter am Supreme Court of Uganda
- Okot p’Bitek (1931–1982), Schriftsteller
- Godfrey Binaisa (1920–2010), ehemaliger Präsident
- Phares Mutibwa, Historiker
- George Wilberforce Kakoma (1925–2012), Musikwissenschaftler
- Apolo Nsibambi (1940–2019), Premierminister
- Charles Njonjo, kenianischer Politiker
- David Rubadiri, malawischer Akademiker
- Martin Aliker, Politiker
- Edward Mutesa (1924–1969), Politiker
- Rukidi III., Omukama von Toro
- Yosaamu Mugenyi, Politiker
- Aggrey Awori (1939–2021), Politiker
- Paul Bakibinga, Moderator der BBC
- Francis Ayume (1940–2004), Politiker